# Ciudad Encantada
Ciudad Encantada de Cuenca (”Den förtrollade staden i Cuenca”) är ett naturskyddsområde med bergsformationer (kalksten) som bildats under loppet av miljontals år. Området ligger nära  Valdecabras i kommunen Cuenca, i ett stort område med barrskog på en höjd av 1 500 meter över havet. Det ligger på privat område, varför besökare får betala inträde.
Området förklarades som nationellt naturskyddsområde den  11 juni 1929. Verkningar från vatten, vind, snö och is har gett upphov till detta karstfenomen. Bergmaterialets heterogenicitet vad beträffar bildning, kemiska beståndsdelar och hårdhetsgrad är det som har gett denna ojämna förslitning på stenmaterialet från de atmosfäriska elementen. Resultatet är ett sällsamt konstverk utformat av naturen själv. Till de nyckfylla och spektakulära formationerna hör djupa fåror, slukhål och försänkningar.
Området påminner om Los Callejones, i trakten av Las Majadas. Båda ställena utgör delar av Parque Natural Serranía de Cuenca, som grundades 2007.

## Bildningarnas upphov
Klippformationerna i Ciudad Encantada är karstbildningar, vars ursprung går tillbaka till Kritaperioden, för ungefär 90 miljoner år sedan. Under Kritaperioden täckte  Tethyshavet en stor del av det som nu är den Iberiska halvön och området som idag bildar Ciudad Encantada var en del av havsbotten. Det var en zon med lugnt vatten där det skedde en betydande deposition av salter, främst kalciumkarbonat, från djurskelett i området och från det som fanns upplöst i vattnet. 
Vid slutet av Krita, vid den alpinska orogenesen  lyftes havsbottnen upp och bildade nya landområden med nya bergskedjor. De kalciumrika sedimenten omvandlades till kalksten och kom att utsättas för vädrets makter, som regn, vindar och temperaturförändringar, och även biologiska reaktioner genom påverkan från olika levande varelser, vilket så småningom kom att bryta ner bergmaterialet. Kalkstenen är mycket genomtränglig och tillåter infiltration av regnvatten. Vattnet löser tillsammans med koldioxiden (CO2) upp kalkstenen och ökar på så sätt ännu mer porositeten och bildar gångar i bergets inre, vilket som resultat ger dessa karstbildningar.
Ciudad Encantada är en mycket avancerad karstbildning där en stor del av klipporna har lösts upp. Största delen av gångarna har störtat samman när taket till grottorna rasat och vad som står kvar är de stenblock som varit mest resistenta och som sedan genom erosionen gett upphov till dessa nyckfulla former.

## Besöksområde

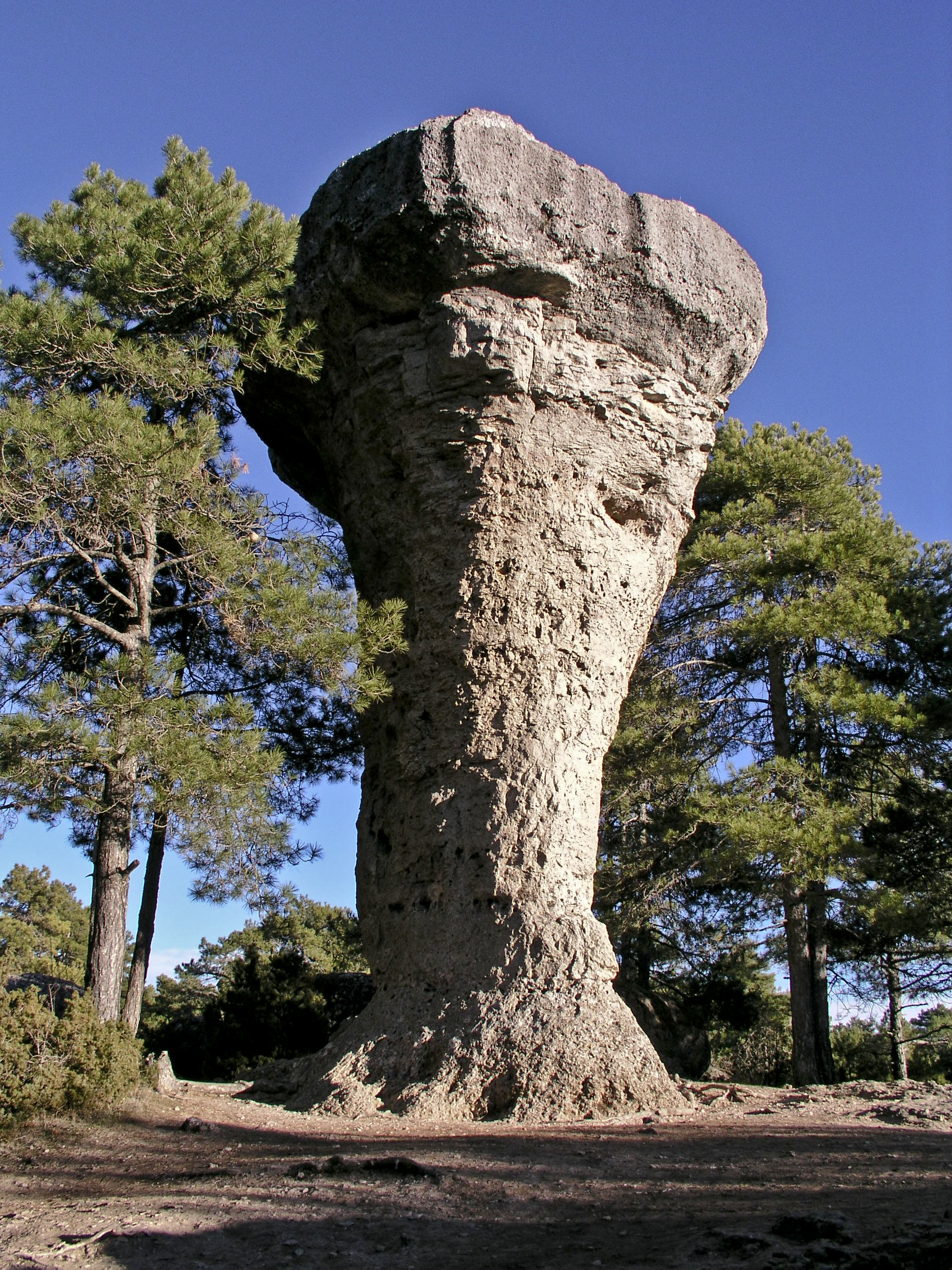
El tormo alto ("Den höga klumpen")

Det finns en skyltad vandringsled, ungefär 3 kilometer lång, med låg svårighetsgrad, som man kan göra på ungefär en timme för att besöka de olika sten- och bergsformationerna som också har fått namn efter djur och föremål, som den höga klumpen, som också är symbol för Ciudad Encantada. Det återfinns vid vandringens början. Enligt legenden brändes där Viriato, en hispanisk ledare som bekämpade romarna på 200-talet f.Kr.
Resten av figurerna längs vandringsleden är:
- Los barcos. (”Båtarna”)
- El perro. (”Hunden”)
- Cara de hombre. (”Ansiktet”)
- La foca. (”Sälen”)
- El tobogán. (”Rutschbanan”)
- El puente romano. (”Romerska bron”)
- Mar de piedra. (”Stenhavet”)
- Lucha elefante cocodrilo. (”Kampen mellan elefanten och krokodilen”)
- El convento. (”Konventet”)
- Hongos. (”Svampar”)
- Teatro. (”Teatern”)
- La tortuga. (”Sköldpaddan”)
- Los osos. (”Björnarna”)
- Los amantes de Teruel. (”De älskande från Teruel”)[3]

## Bildgalleri

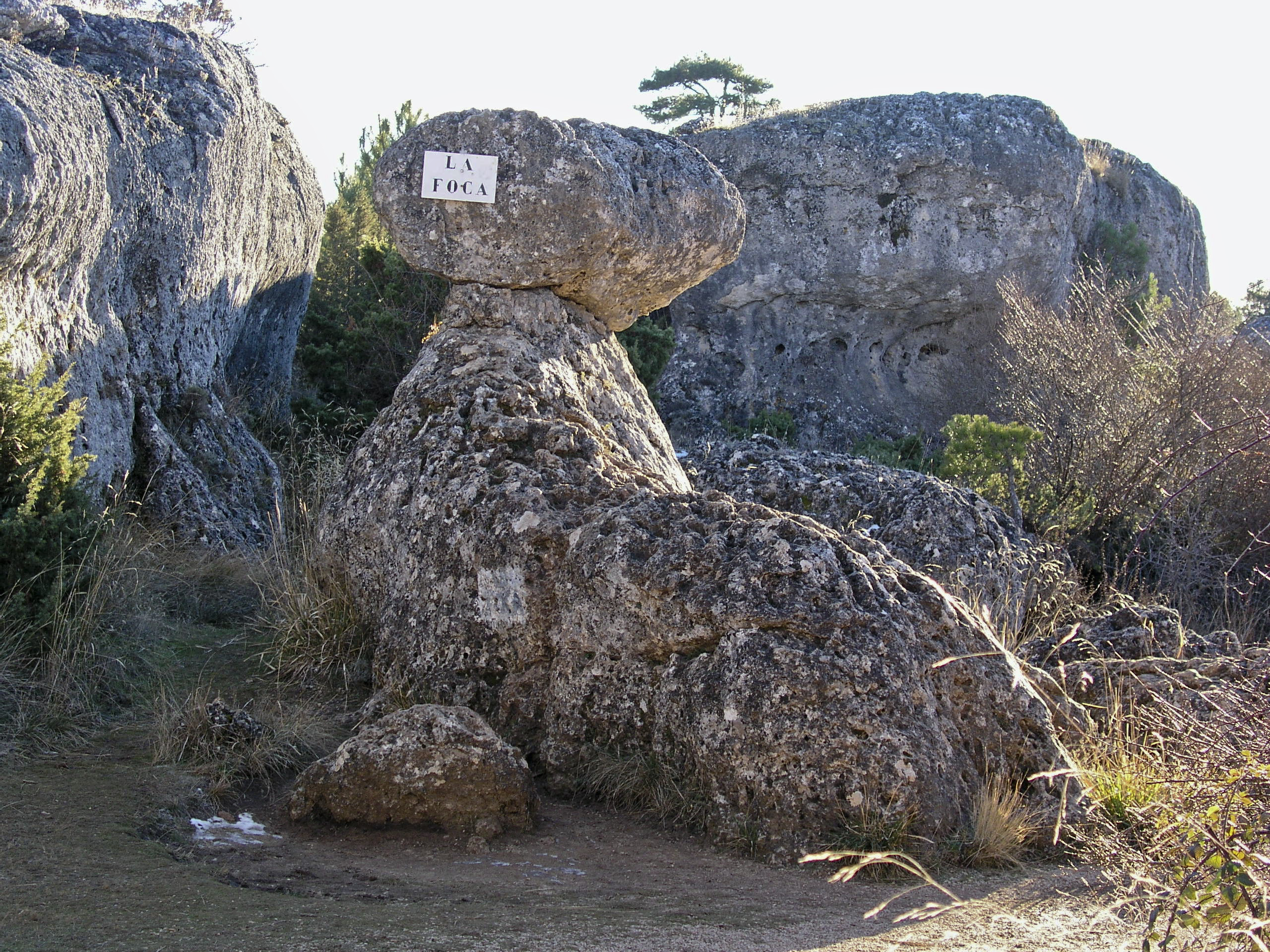
Sälen
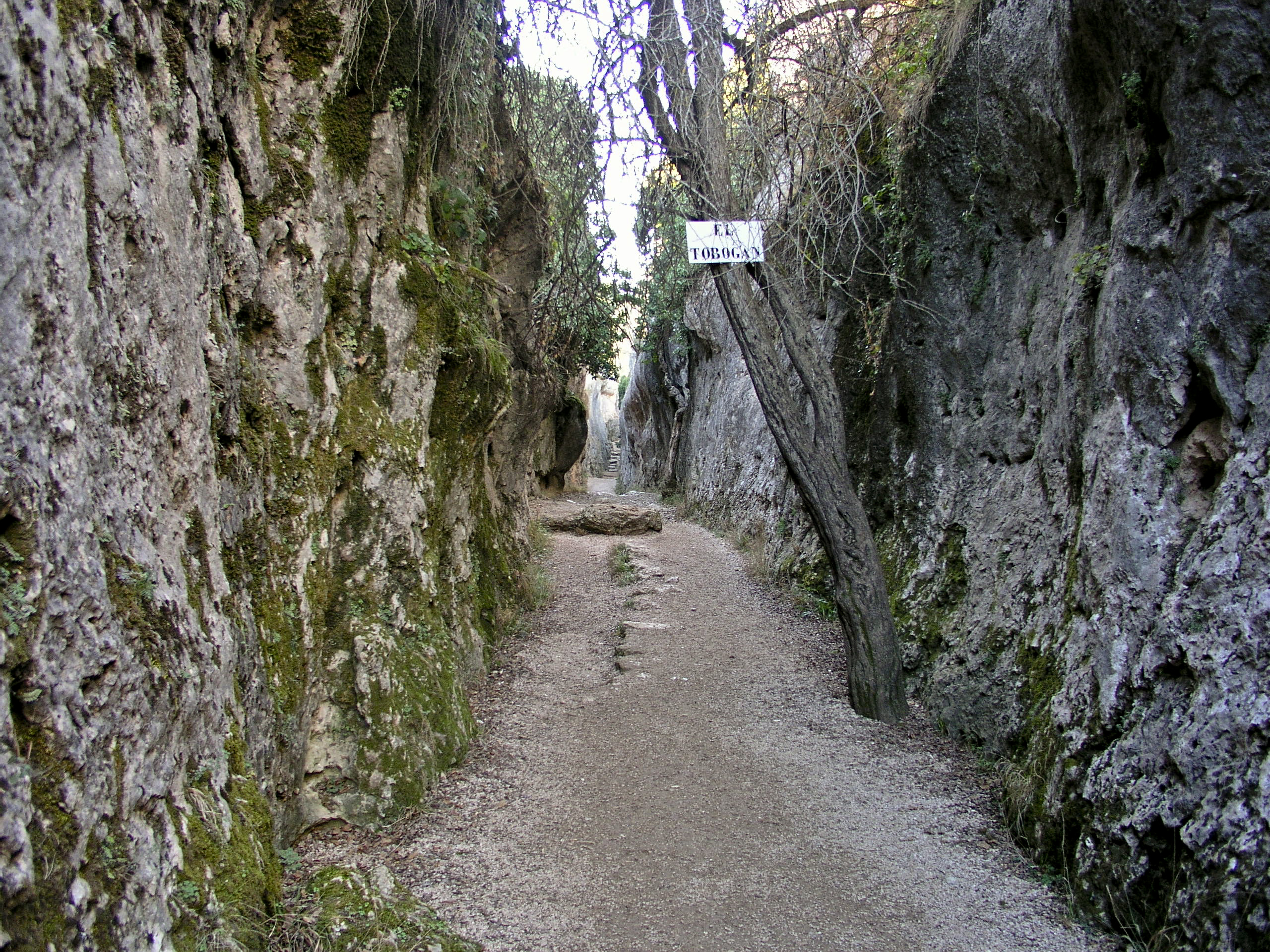
Rutschkanan
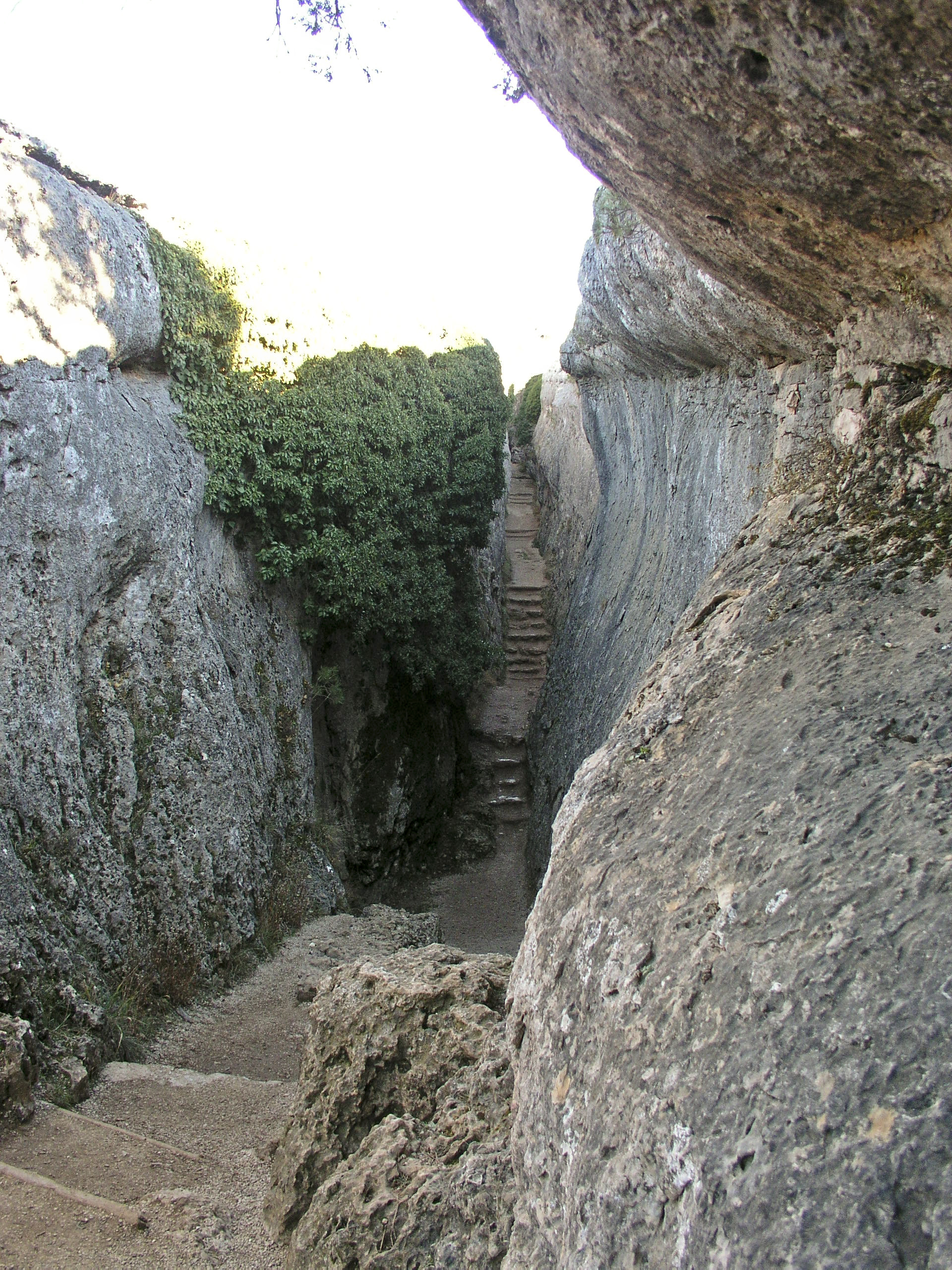
Rutschkanan
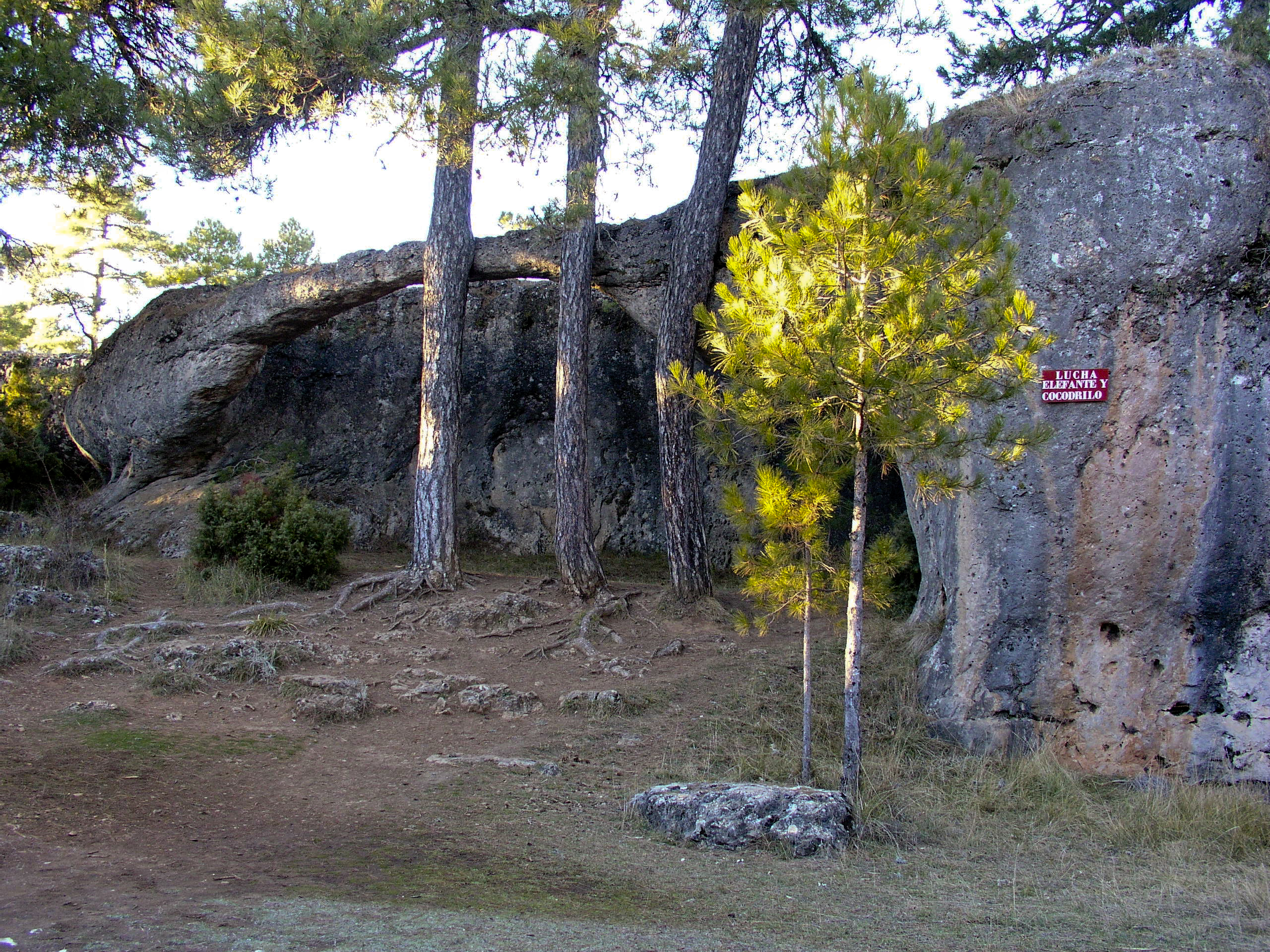
Krokodilen och elefanten